# Фондација Марс инспирација
Инспирација Марс фондација је америчка непрофитна организација чији је циљ слање свемирске сонде са људима на повратни пут за Марс 2018. или 2021. године. Оснивач фондације је Денис Тито (енгл. Dennis Tito). Мото фондације је "Сада је време".

## Историјат
Фебруара 2013. одржана је конференција за штампу на којој је организација објавила свој план да обезбеди услове за слање сонде на Марс, одабир двочлане екипе и прикупљање финансијских средстава која би омогућила ову мисију. Пре одржавања конференције је стручњацима из свемирске индустрије и новинарима дат приступ информацијама, које су потом јавно објављене.
Почетна замисао је била да мисија у потпуности буде финансирана преко непрофитне организације Марс инспирације. Укупна цена је процењена на између 1 и 2 милијарде америчких долара. Испоставило се да овај износ неће бити могуће обезбедити на првобитно замишљени начин, те је НАСА понудила техничку помоћ. Денис Тито је изјавио да би план био неизводив без те помоћи.

## Мисија
Мисија је конципирана тако да одлазак на Марс, боравак изнад његове атмосфере (на висини 150 mi (240 km)) и повратак на Земљу трају 501 дан. У свемирској летелици ће путовати двочлана екипа. Планира се да употреба горива буде оптимизована тако да се у току путовања искористи најмања могућа количина горива и да повратак сонде на Земљу буде могућ уколико дође до неких неочекиваних околности.
За одлазак је одабрана 2018. година због тога што ће тада све планете Сунчевог система бити поређане на начин који омогућава одлазак и повратак за свега 501 дана. Тачан датум поласка би требало да буде 5. јануар 2018. Овом путањом је могуће кретати се само два пута на сваких 15 година. Алтернативни план укључује мисију која би започела 2021. али би трајала 88 дана дуже. Путања сонде при овој мисији би укључивала приближавање Венери на 800 km изнад површине, чиме би пут ка Марсу био убрзан уз помоћ гравитационог поља Венере.

## Изазови
Представник НАСА-е је изјавио да је "Марс инспирација предложила план који представља значајан изазов што се тиче обезбеђивања система за одржавање живота, одговора на свемирско значење, станиште и психологију људског бића које борави у малој свемирској летелици дуже од 500 дана”, али и да “остају отворени ка будућој сарадњи како се развој и планови мисије буду развијали”.